# Brayan Perea
Brayan Andrés Perea Vargas (Cali, Colombia, 25 de febrero de 1993) es un futbolista colombiano. Juega como delantero y actualmente milita en el P. O. F. C. Botev Vratsa la Primera Liga de Bulgaria.

## Trayectoria

### Deportivo Cali
Se desarrolló futbolísticamente en el Deportivo Cali, con el cual conquistó el Campeonato Postobon Sub-19 en el año 2012 junto con Jown Cardona y Harrison Mojica. Perea fue la gran figura del equipo en la final, marcando un hat trick frente al Atlético Nacional. De esa forma, el equipo tuvo la posibilidad de participar en la Copa Libertadores Sub-20.
Tras su irrupción en el primer equipo del Deportivo Cali, se ganó un puesto en el once titular de Leonel Álvarez y marcó 5 goles por la Liga Postobón 2013-I.
Fue convocado a la selección Sub-20 y se unió a concentración el 17 de marzo de 2013 junto con Harrison Mojica, Helibelton Palacios, Luis Hurtado, Miguel Murillo y Cristian Higuita a una serie de microciclos de preparación para el Campeonato Mundial de Fútbol Sub-20 Turquía 2013.

### Lazio
Aunque existían rumores de que ficharía por el Udinese y sería cedido al Watford, finalmente fue fichado por el Lazio el 11 de febrero de 2013, por $2.700.000 con un contrato que iniciaría después del mes de junio. Luego de su participación en la Copa del Mundo sub-20, Perea se unió a la institución romana; sin embargo, debió regresar a Colombia debido a que el cupo de extranjeros del club estaba lleno y se especuló con una posible cesión a otro club aunque finalmente la situación se solucionó.  
Su primera convocatoria para integrar el banco de suplentes de la Lazio fue ante la Roma en la cuarta fecha de la Serie A 2013/14. Su debut fue en la fecha siguiente ingresando por Sergio Floccari jugando los últimos 20 minutos del partido que ganó Lazio 4 a 1 frente al Catania.
Juega su primer partido de titular con la Lazio frente al Trabzonspor de Turquía por la segunda fecha de la Liga Europea 2013/14 dando dos asistencias en el empate 3-3 de su equipo y jugando los 90 minutos del encuentro. Su primer gol lo marcaría en la caída 2 a 1 de la Lazio frente al Atalanta poniendo la igualdad transitoria del juego. Marca su primer gol a nivel continental en la victoria 0 a 2 de la Lazio frente al Legia de Varsovia de Polonia poniendo el 1 a 0 parcial del juego. Anota su primer doblete con la Lazio frente al Parma en los octavos de final de la Copa Italia 2013-14 poniendo el primero y el segundo gol en la victoria 2 a 1 de la Lazio, marcando a pocos momentos del final del juego el segundo para certificar la clasificación del equipo a la siguiente ronda.
Durante toda la temporada 2013-14, el colombiano disputó 27 partidos, marcó cinco goles y otorgó cuatro asistencias.

### Perugia
Pese a los buenos números de su anterior temporada, Perea es cedido a préstamo al Perugia por un lapso de seis meses, en los cuales disputa 17 encuentros y marca solo un gol.

### Regreso a Lazio
A comienzos de 2015, regresa de su préstamo a Lazio, pero ante la presencia de tantos delanteros de valor como Miroslav Klose, Keita Baldé, Felipe Anderson, Perea solo pudo disputar seis encuentros (ninguno completo). Al final de la temporada, el colombiano es puesto nuevamente en la lista de jugadores cedibles.

### Troyes
A comienzos de la temporada 2015-16, Brayan Perea llega a préstamo por un año al Troyes de la Ligue 1 de Francia. Sin embargo, el delantero no conseguiría regularidad y sólo alcanzaría a jugar 13 encuentros, marcando apenas un gol. Tras el fin de la temporada, el colombiano regresa a Lazio, pero al no ser tenido en cuenta, nuevamente es cedido a préstamo.

### Lugo
El 31 de agosto de 2016 es oficializado como nuevo jugador del Lugo de la Segunda División de España. En su única temporada con la institución ibérica, apenas estuvo en 14 partidos sin goles ni asistencias.

### Fin de cesión
A mediados de 2017, el colombiano regresa de su estadía en el fútbol español y tendría que  incorporarse nuevamente a la Lazio. Sin embargo no pudieron encontrar un nuevo club para cederlo así que decidieron tenerlo en el club. Estuvo desde junio de 2017 hasta diciembre de 2018. Sin embargo en primera instancia no pudo ser inscrito por qué ya estaban llenos los cupos de extranjeros, así que sólo pudo entrenar por toda una temporada. Cuando por fin fue inscrito al plantel, en la primera mitad de la temporada 2018-19 sólo fue convocado a un partido y sin entrar al campo de juego. En enero de 2019 terminaría su contrato con el club Italiano y llegarían al acuerdo de no renovar, quedaría libre y volvería al fútbol colombiano para jugar con el club Santa Fe de la Primera División de Colombia.

### Santa Fe
El sábado 26 de enero de 2019 se oficializó su llegada al Santa Fe, volviendo a Colombia luego de seis años. Debuta el 15 de febrero por la Copa Colombia 2019 en la victoria por la mínima sobre Bogotá FC ingresando en el segundo tiempo. El 3 de marzo marca su primer gol con el club cardenal en el empate a dos goles como locales frente a Rionegro Águilas.

### Argentina
Después de su paso por el Santa Fe llegaría al Temperley el 21 de enero de 2020, para jugar en la Primera Nacional de Argentina y luchar por el ascenso. Con el club sólo podría jugar 5 partidos, en noviembre de 2020 decidiría irse.

### Palm Beach Stars
El 7 de noviembre de 2020 llegaría al fútbol Estadounidense para firmar con el Palm Beach Stars de la Florida, que además compite en la United Premier Soccer League, una de las ligas de Estados Unidos.

## Selección nacional
En enero de 2013 queda seleccionado para integrar la selección Sub-20 que viajará a Argentina.En la última fecha del grupo A marca su primer gol con el seleccionador nacional en la caída 3-2 frente a Argentina.
| Campeonato                  | Sede      | Resultado        | Partidos | Goles |
| --------------------------- | --------- | ---------------- | -------- | ----- |
| Sudamericano Sub-20 de 2013 | Argentina | Campeón          | 7        | 1     |
| Copa Mundial Sub-20 de 2013 | Turquía   | Octavos de final | 4        | 0     |

### Goles internacionales
| # | Fecha               | Lugar                                           | Rival     | Gol | Resultado | Competición                    |
| - | ------------------- | ----------------------------------------------- | --------- | --- | --------- | ------------------------------ |
| 1 | 17 de enero de 2013 | Estadio Malvinas Argentinas, Mendoza, Argentina | Argentina | 1-2 | 2-3       | Campeonato Sudamericano Sub-20 |

## Palmarés

### Torneos internacionales
| Título                         | Club                  | Lugar     | Año  |
| ------------------------------ | --------------------- | --------- | ---- |
| Campeonato Sudamericano Sub-20 | Selección de Colombia | Argentina | 2013 |